# Joseph Wouters
Joseph Wouters o Jos Wouters (Keerbergen, 21 de febrero de 1942)[cita requerida] fue un ciclista belga, que fue profesional entre 1961 y 1965. Durante estos años consiguió más de 40 victorias, siendo las más importantes la París-Tours de 1961 y la París-Bruselas de 1962.

## Palmarés
- 1960
  - Vencedor de 2 etapas a la Vuelta en Bélgica amateur
- 1961
  - 1º en la París-Tours
  - 1º en la Rondo van Brabant
  - Vencedor de 3 etapas a la Vuelta en Bélgica amateur
- 1962
  - 1º en la París-Bruselas
  - 1º en Acht van Brasschaat
  - 1º en la Rondo van Brabant
  - 1º en el Prix de la Libération-Armentières
- 1963
  - 1º en la Flecha Brabanzona
  - 1º en la  Vuelta a Limburgo
  - Vencedor de 2 etapas de la Vuelta a Bélgica
  - Vencedor de una etapa de la París-Niza